# 惡搞文化
惡搞文化，指的是对現實主题加以虛偽，从而建构出喜剧或諷刺效果的胡鬧娱乐文化。常見形式是將一些既成話題或節目等改編後再次發布，屬於二次創作的其中一手法。

## 詞源
「惡搞」一詞的最初使用情況並不清楚。有人認為「惡搞」一詞來自日語的Kuso，是一種經典的，由日本的遊戲界傳入華語地區，成為了台灣BBS網路上一種特殊的文化。這種新文化然後再經由網路傳到香港至世界各地。
不過，關於Kuso一詞在華文領域中最早出現的可能性倒是有一種說法。Kuso一詞應源於kuso game《死亡火槍》中的主角越前康介遭受敵人攻擊時的慘叫聲「くそ（kuso）」。在1996年時，台灣有一群遊戲玩家，因為日本雜誌Saturn Magazine（現名ドリマガ）最爛遊戲專欄的持續介紹，開始對死亡火槍感興趣，進而將此作品的主角越前康介的慘叫聲掛在嘴邊成為口頭禪，久而久之，kuso慢慢成為台灣人世界中惡搞的代名詞之一。
Kuso這詞語常使人摸不清楚其意思，主要的爭議點在於最早使用這個口頭禪的年輕玩家們，本身不熟悉這個日本詞彙的詳細意義，也無太大企圖心，因此對這詞的詳細用法並無嚴格定義規範，純粹只是當做一種心情感嘆上的口頭禪，早期的意思與原本kuso game的用法比較相似，指“很爛，爛到讓人發笑”的意思。
但其實這個字是日語的，也就是糞。在日文中引申的用法還有很多，例如口語中的粗話（類似英語語系中的粗話——shit）；「很爛，爛到讓人發笑」也是其中之一，與台灣人文化圈中的用法不同，日本人使用時貶低意味較濃，因此kuso等於惡搞的用法在日本並不適用。甚至誤用的話還可能造成誤會。另外一個解釋是日語的（kūsō），也就是空想。這個說法在文意上較說得通。

KUSO如果沒有創意，KUSO就不過是坨KUSO而已。

　　此名言的意義是：創意是惡搞的神髓。若果惡搞缺乏創意，惡搞將會有如糞土一般毫無價值可言。

但是，惡搞的這種行為方式，早在「Kuso」一詞出現之前在世界各國就已存在，惡搞和無厘頭就難以區分，可以認為，惡搞只是對古已有之的某種滑稽幽默的行為的另一種說法。下面例子中很多被認為是惡搞的行為，也並不能證明和日本的「Kuso」有什麼關係。
在英文中，與惡搞意思相近的詞語是 "parody"。在西方流行文化中，惡搞同樣常見。只是parody這個詞本身就是正式用語，可被視為藝術手段的一種。不像「惡搞」一詞，是由民間流傳形成的非正式語言。
“惡搞”反映出社會現像，其性質會隨着事件，人物，潮流，政治而演變，是有一種特色，但很難框死其定議，代表了某個時代的集體説法。以往類似的是次文化，現今更被跨大應用在帶侮辱性的政治諷刺中。

## 惡搞目的
惡搞（détournement, kuso）運用已存在的形式、概念，將之加以改造後, 對原先的意義和作用產生反噬和顛覆力，並以此傳達不同的、甚至是相反的訊息。惡搞是一種快樂抗爭。

## 惡搞慣例
1. 不属于原創研究。因為沒有被惡搞的本体，就無惡搞可言。因此二次創作是惡搞的必要條件。
2. 惡搞仍被版權保護的作品，應匿名發表與禁止牟利行為。不然創作者會有被提告侵權的危險。
3. 重點在於幽默，「好的惡搞」必須要能讓人發出會心的一笑。
4. 惡搞應該拿捏分寸，過於詆毀原作或特定人物者，就變成毀謗，而非惡搞了。
5. 惡搞不是炒冷飯或老梗的集結，創意是惡搞的主要神髓。
6. 為避免引起公眾误解，不得使人誤以為是真實事件，且不应该与真实存在的事物重名。詳見：Category:虚假新闻事件

## 惡搞範例
下列例子中，有些事物本身創作或創始的目的即在於惡搞，并無其他目的。有些影視節目或人物是以惡搞為其賣點，著重考慮商業效益。如：

### 娛樂
- 偽基百科[1]
- 毛記電視
- 亞洲電視節目《香港亂噏》
- 無綫電視節目《荃加福祿壽》
- 香港網絡大典系列
- 金酸莓奖：一個模仿奧斯卡金像獎，為垃圾電影有「出頭」一天的獎項。[2]
- 搞笑諾貝爾獎：模仿諾貝爾獎，頒獎給無法重做亦不應被重現的科學研究，例如：為什麼肚臍垢大多是藍色的？（2002年得獎研究之一）
- 達爾文獎：主要頒給對人類進化「有貢獻」的人；得獎者全因為幹了蠢事死掉或失去生育能力——意味他們的愚蠢基因不致流傳後代 、禍及人類進化 。
- 搞笑電影《這不是斯巴達》惡搞電影《300壯士：斯巴達的逆襲》，將《變形金剛》、《史瑞克》等電影元素融入其中。
- 美國電影《史詩大帝國》惡搞諸多賣座電影，包括《神鬼奇航》，《哈利波特》以及《巧克力冒險工廠》等等。
- 美國電影《雞餓遊戲》用幽默詼諧的方式惡搞知名電影《飢餓遊戲》，比如說融入《柳丁擱來亂》的元素。
- 《仲夏夜之淫夢》
- 萬千師奶賀台慶
- 改編詞
- 空耳
- 搜神傳宣傳片：模仿無綫電視08北京奧運宣傳口號「我哋就係奧運」。 （页面存档备份，存于）
- Scary movie系列，美國惡搞喜劇片。（譯為《恐怖電影》或《驚聲尖笑》）
- 美國一系列電視卡通片往往以惡搞與諷刺為賣點，代表作有The Simpson's等（譯為辛普森一家等）。
- 周星馳電影
  - 《國產凌凌漆》
  - 《大內密探零零發》
  - 《西遊記第一百零一回之月光寶盒》
  - 《西遊記大結局之仙履奇緣》。
- 香港電台《頭條新聞》經常借不同影視節目來惡搞：例如

1. 癲夠未（無線電視劇《天與地》的惡搞名稱，劇中還把吃家明情節變成吃蛇）
2. 驚訊（香港電台《警訊》的諧音兼惡搞名稱，由王喜飾演的虛擬警員「忠勇毅」主持，導致現任保安局局長及前警務處處長鄧炳強投訴，之後香港電台決定停播。）

- 香港藝人許志安於2010年，在《獅王適齒美牙刷廣告》中的歌詞上不斷重覆「尖……尖尖尖……[3]」，但由於廣告極其洗腦，故慘被惡搞。[4]
- 菲律賓人創意的非官方(未經漫威授權)電影《蜘蛛俠百戰曱甴精》
- 中天電視台綜藝節目《全民大悶鍋》（現已改由第三代節目「全民最大黨」接班）的角色扮演與其小單元內容（包括：國台辦對記者粉瞭、張國志人市分析、爺爺您回來了、說文解字名人傳真、芒果亂報等等）
- 后舍男生，以夸张搞怪的动作假唱流行歌曲的组合。
- 在無綫電視節目《殘酷一叮》表演過的爆炸猛男PHD。
- 《香港97》：一個日本出品，以香港主權移交為主題的超級任天堂電視遊戲。其拙劣的中文對白及超爛的畫面是其賣點。
- 胡戈的《一個饅頭引發的血案》：惡搞陳凱歌的電影《無極》。
- 《日本以外全部沉没》，《日本沉没》的戏仿作品，讲述世界除日本外全部沉没，大量外国人涌入日本的故事。
- 新世紀福音戰士中的AT力場被惡搞成「李氏力場」(「李氏」指香港首富李嘉誠）以諷刺香港天文台在發出風球信號時偏幫商界，罔顧市民安全 （页面存档备份，存于），而新世紀福音戰士本身也被惡搞成新世紀福佳戰士[永久]、新世紀高登戰士[永久]、新世紀思覺福音戰士[永久]等。
- 陳冠希於2008年2月4日發送各電視傳媒的英語道歉影片被大陸網民惡搞成諷刺鍾欣桐對淫照的回應及鄧竟成的處理淫照手法的《陳冠希切JJ以謝天下》。
- 「中国队勇夺世界杯」，恶搞中國國家足球隊夺得德国世界杯冠军。
- 李毅大帝
- 超女冠军李宇春被恶搞为“春哥”，并配有“春哥纯爷们，铁血真汉子”的调侃。其一广告代言被恶搞为“霸气爷们波”，翻唱小红莓歌曲《zombie》的视频被恶搞创作为《硬又黑》被网民观看超过一百万次，形象还被石柱县龙沙镇计生办恶搞修改为计划生育宣传画。[5]，另有“信春哥，死后原地满全状态复活”等段子的恶搞，某网络游戏公司更是提出“灭春鸽得永生”的口号。[6]此外网络中还有大量Photoshop恶搞创作将李宇春头像和健美男性剪接的，对此李宇春所在公司天娱传媒发声明，“谴责恶意修改和制作公司艺人李宇春肖像的网站及个人。”[7]，而不少李宇春的歌迷认为这些恶搞作品是由张靓颖的歌迷（凉粉）所作，是因为张靓颖嫉妒李宇春的人气和超女得票数所引起，李宇春的歌迷还制作了一些人身攻击张靓颖的虚假新闻在网上流传来反击对李宇春的恶搞。而实际上，对李宇春的恶搞是全体网民行为，玉米只是难以接受现实，只好自欺欺人，以攻击张靓颖来麻痹自己和对其他李宇春粉丝群体洗脑。李宇春对此表示“不排斥被叫“春哥”，因为这是一种娱乐”。[8]
- 2009超级女声第九名曾轶可由于形象酷似史泰龙、胡歌和魂斗罗游戏中的人物，被很多网民称为“曾哥”，对其恶搞的ps作品亦是在网络上广为流传。由于曾轶可本身打扮较为阳刚，对此表示“叫我曾哥？无所谓”。[9]
- 十大神兽：当中有草泥马等神兽，全部为地球上不存在，虚构、恶搞出的动物。
- 金坷垃：是一个农业产品，其广告 （页面存档备份，存于）雷人而受到各地网民恶搞相關音MAD影片。
- 金正恩被腾讯视频网民利用筷子兄弟歌曲《小苹果》恶搞成《金正恩版小苹果》。
- 眼球中央電視台
- 梅川伊芙
- 乳透社·小反旗
- 鬼畜

### 政治
- 在香港有一個以支持香港獨立為綱領的組織「我是香港人連線」，普遍被認為是為了抗議北京當局抨擊「香港有人想搞港獨」而刻意惡搞出來的組織。
- 《鐵拳無敵孫中山》：將民國創立血淚史幻化成為港漫式打鬥故事。
- 一種為抗議美國聖經地帶保守學院設立與進化論等同的創造論課程而設立的虛構宗教飞行面条怪。
- 面世不足一天的2008年夏季奧林匹克運動會吉祥物：福娃，已經被香港、中國大陸和日本的網民惡搞成為北奧戰隊（或稱福娃戰隊）。
- 2014年，日本兵庫縣前議員野野村龍太郎挪用公款被人發現因而嚎啕大哭的影片[10]，被NICONICO動畫網友剪輯並用其淒厲的哭聲製作成音MAD洗腦影片[11]，引發迴響。
- 香港2010年政治運動——「起錨」，被惡搞成「超錯」。其後曾蔭權認為「起錨」與「超錯」有九成相似，並且以「零五超錯，一二起錨」來回應[12][13] 。
- 有中国大陆网民批评中华人民共和国总理温家宝言行不一，并将其称之为“温影帝”和“宝宝影帝”。2010年，一本名叫《中國影帝溫家寶》的书籍在香港出版发行。[14][15]
- 小兔子哐哐影片表現了中國人對社會問題的焦慮 (影片已經被官方刪除，在中國境內的大部分網站已經無法看見)
- 《和谐中国》[16] 是由中国大陆异议人士尤里复制人X制作的尤里的复仇MOD，其中以中华河蟹共和国的各类单位（如范跑跑、城管）来讥讽中国大陆社会现状。
- 2013年，因為洪仲丘事件，而戲稱中華民國國防部為「國防布」。[17]
- 動畫Code Geass 反叛的魯路修將其實只有化學學歷根本沒有任何經濟專業的日本經濟學家大前研一提出的中華聯邦論惡搞成裡面的一個滅亡的莫名其妙的紙老虎超級大國，也叫中華聯邦而且雖然名為聯邦其實卻是個閹黨統治的國家。
- 辱包文化：对习近平进行恶搞、讽刺、侮辱和调侃的网络迷因
- 膜蛤文化：对江泽民进行恶搞、讽刺、侮辱和调侃的网络迷因
- 香港國歌：對多次國際賽事播錯國歌的网络迷因
- 香港AV女優：網民偽造楊潤雄恭賀藝人繪麗奈宣布於日本以AV女優身分出道的假冒新聞稿，原形為恭賀楊紫瓊獲頒第95屆奧斯卡金像獎最佳女主角的政府新聞稿，已報警處理

### 其他
- 城市論台：模仿自城市論壇的情景，出現於以維園阿伯為題材維他檸檬茶電視廣告中。
- 中華王先行者：將中國製造的機器人變成如同新世紀福音戰士或機動戰士GUNDAM的作品。
- 臺鐵一號：將臺鐵員工製造的機器人形先行者化的產物。
- 一騎當千：將三國時代人物惡搞成萌化巨乳女高中生格鬥士的漫畫作品。
- 小泉麻將傳說：用麻將遊戲為背景，以日本內閣總理大臣小泉純一郎、中國共產黨主席毛澤東，中國共產黨中央委員會總書記胡錦濤、中國國務院總理溫家寶以及納粹德國的希特勒元首和俄羅斯總統普丁等國家領導人為主要角色。
- 用来恶搞创作的软件：Photoshop在网络语言中被简称为PS，高登討論區的全職賭撚二世、见证了PS改图之威力。
- 改編港鐵海報
- 本島不歡迎未達放假標準之貧弱颱風[18]
- 烏龍派出所：經常出現惡整其他動漫或藝人的情節。(尤其是特殊刑事組登場之後)
- 烘焙王：有惡搞鼻毛拳王和摺紙戰士的橋段。
- 銀魂：幾乎所有的角色都是在惡搞日本幕府末期的知名人物。

### 被動
有些事物本身原本有其他目的，但是被人拿來惡搞。如：
- 美國怪人導演艾德·伍德所導的《外太空九號計劃》（Plan 9 from Outer Space）被評為影史上最爛的(科幻)電影，但卻擁有大量以戏谑觀點觀看的影迷而聞名於世，好萊塢名導演提姆·波頓甚至因此為伍德‧艾德拍了以他為名的電影作為尊敬。
- 日本大型公共網路討論板2ch網友將觸犯風化罪的諧星田代政灌票成為2001年時代雜誌年度風雲人物。

## 反响
2006年8月10日，中國光明日报社举办防止网上「恶搞」成风专家座谈会，呼吁“旗帜鲜明地反对网上‘恶搞’红色经典，反对‘恶搞’优秀的民族传统文化”。
叱咤903商業二台為了對抗被網民稱為「網絡23條」的《2011年版權（修訂）條例草案》，2012年5月6日下午2時至4時，網絡創作單位、填詞人周博賢、Ming仔、Eminleo、鍵盤戰線，聯同商業電台，於銅鑼灣時代廣場舉辦「903二次創作人音樂會」。邀請了多位香港著名歌手，唱出多首改編歌曲。

## 外部連結
- Can Dialectics Break Bricks? (1973) (主演 : 陳鴻烈) Situationist 惡搞整部電影 （页面存档备份，存于）
- 林欣怡 : 日常生活展演戰術：以萬德男孩為例 （页面存档备份，存于）
- Peking Duck Soup
- 陳雲--開卷看世界﹕快樂抗爭的靈感來源 —— 弗雷勒的解放教育法 （页面存档备份，存于）
- 愛酷搜 （页面存档备份，存于）